# Oobah Butler
Oobah Butler, född 13 februari 1992 i Feckenham, är en brittisk författare, filmskapare och programledare. Han är mest känd som upphovsman till The Shed at Dulwich, en fiktiv restaurang som blev den högst rankade restaurangen i London på Tripadvisor under 2017, utan att någonsin ha serverat en rätt. I april 2019 publicerade Butler sin författardebut How to Bullsh*t Your Way To Number 1. Sedan 2021 har Butler varit programledare för Catfish UK: The TV Show.

## Karriär
Butler började arbeta som journalist för Vice i oktober 2015, efter att ha pitchat en artikel i vilken han utmanade sig själv att bli en mer framgångsrik dörrförsäljare än Jehovas vittnen. Utöver att skriva artiklar, har han producerat kortfilmer som har publicerats på tidskriftens kanaler i sociala medier.

### The Shed at Dulwich
I april 2017 fick Butler idén att försöka få en icke-existerande restaurang verifierad på resewebbplatsen Tripadvisor. Han hade tidigare fått betalt för att skriva falska recensioner av restauranger på webbplatsen, och inspirerades av detta. Butler skapade en webbplats för sin fiktiva restaurang, som fick namnet The Shed at Dulwich, och köpte en ny telefon. Därefter publicerades restaurangen på Tripadvisors webbplats. Under ett halvår bad Butler sina vänner att skriva och publicera falska recensioner av restaurangen, med målet att nå en så hög placering som möjligt bland Tripadvisors 18149 restauranger i London.
Den 1 november 2017 blev The Shed at Dulwich den restaurang i London med höst betyg på Tripadvisor. Restaurangen höll öppet 17 november. Tio gäster serverades då färdigrätter värmda i mikrovågsugn, kostnadsfritt.
Butler skrev en artikel om projektet och processen. Han producerade även dokumentärfilmen How to Become TripAdvisor's #1 Fake Restaurant, vilket ledde till att restaurangen blev ett viralt fenomen. Media från hela världen eftersökte Butler för en intervju. Butler skickade ett antal dubbelgångare som genomförde intervjuerna i hans ställe.

### Dokumentärfilmer och TV
I juni 2018 producerade Butler den sju minuter långa dokumentärfilmen How I Faked My Way to The Top of Paris Fashion Week, i vilken han spelade den fiktive modedesignern Georgio Peviani.
Under 2021 ledde Butler den brittiska upplagan av MTV:s Catfish: The TV Show tillsammans med Julie Adenuga.